# Ludvig Lundgren
Ludvig Persson Lundgren (født 3. marts 1789, død 15. september 1853) var en svensk medaljør, far til Pehr Henrik Lundgren og Lea Ahlborn.
Lundgren var fra 1830 gravør ved den kongelige mønt i Stockholm (skuemønterne i anledning af Karl XIV Johans kroning og samme konges regeringsjubilæum med mere).